# Fernando Grijalba
Fernando Grijalba Pérez (Valladolid, 14 januari 1991) is een Spaans wielrenner die anno 2017 rijdt voor Kuwait-Cartucho.es.

## Carrière
In 2014 werd Grijalba zevende in de door Peio Bilbao gewonnen Klasika Primavera en dertiende in de Circuito de Getxo, waar Carlos Barbero won. Aan het eind van het seizoen 2015 werd zijn contract bij Caja Rural-Seguros RGA niet verlengd, waarna hij een contract tekende bij Inteja-MMR. Zijn debuut voor die ploeg maakte hij in de Ronde van San Luis. Zijn beste klassering in die koers was een achttiende plaats in de door Jakub Mareczko gewonnen laatste etappe. Een maand later was hij in de Vuelta Independencia Nacional dicht bij een zege, door in de zevende etappe tweede te worden.
Na één seizoen in Zuid-Amerikaanse dienst vertrok de Spanjaard naar Kuwait-Cartucho.es, een nieuw opgerichte ploeg. Zijn debuut maakte hij in de Ronde van de Filipijnen, waar hij in de eerste etappe als negende over de finish kwam. Een dag later werd hij in de massasprint verslagen door Sean Whitfield en Park Sang-hong. In de derde etappe was het wél raak: Grijalba won de sprint van een uitgedund peloton, voor Benjamin Hill en Ryu Suzuki. Hierdoor steeg de Spanjaard van de vierde naar de tweede plaats in het algemeen klassement, met een achterstand van 23 seconden op Daniel Whitehouse.

## Overwinningen
2009
 Spaans kampioen tijdrijden, Junioren
2017
3e etappe Ronde van de Filipijnen

## Resultaten in voornaamste wedstrijden
| Jaar | Clásica San Sebastián |
| ---- | --------------------- |
| 2014 | 94e                   |

## Ploegen
- 2014 –  Caja Rural-Seguros RGA
- 2015 –  Caja Rural-Seguros RGA
- 2016 –  Inteja-MMR Dominican Cycling Team
- 2017 –  Kuwait-Cartucho.es

Aramendia · Arroyo · Barbero · Benito · Bilbao · Carthy · Ferrari · Fraile · Gonçalves · Grijalba · Lasca · Madrazo · Mas · Molina · Pardilla · Parra · Prades · Sáez · Txurruka · Vilela · Jiménez (stagiair) · Murphy (stagiair) · Rosón (stagiair)